# Maltańskie odznaczenia
| Baretka                     | Nazwa polska                                                         | Nazwa maltańska lub angielska                                         |
| Odznaczenia Republiki Malty | Odznaczenia Republiki Malty                                          | Odznaczenia Republiki Malty                                           |
| --------------------------- | -------------------------------------------------------------------- | --------------------------------------------------------------------- |
|                             | Order Kapituły Republiki                                             | Xirka Ġieħ ir-Repubblika                                              |
|                             | Narodowy Order Zasługi                                               | Ordni Nazzjonali tal-Meritu                                           |
|                             | Medal za Odwagę                                                      | Midalja għall-Qlubija                                                 |
|                             | Medal za Służbę dla Republiki                                        | Midalja għall-Qadi tar-Repubblika                                     |
|                             | Medal Pięćdziesięciolecia Krzyża Jerzego                             | Malta George Cross Fiftieth Anniversary Medal                         |
|                             | Medal Siedemdziesięciopięciolecia Reintrodukcji Samodzielnych Rządów | Malta Self-Government Re-introduction Seventy-Fifth Anniversary Medal |
|                             | Medal Pięćdziesięciolecia Niepodległości                             | Malta Independence Fiftieth Anniversary Medal                         |
|                             | Medal Wybitnej Służby dla Sił Zbrojnych Malty                        | Distinguished Service Medal for Armed Forces of Malta                 |
|                             | Medal Wybitnej Służby dla Straży Więziennej Malty                    | Distinguished Service Medal for Malta Prison Service                  |
|                             | Medal Wybitnej Służby dla Sił Policyjnych Malty                      | Distinguished Service Medal for Malta Police Force                    |
|                             | Medal Długoletniej i Wydajnej Służby dla Sił Zbrojnych Malty         | Long and Efficient Service Medal for Armed Forces of Malta            |
|                             | Medal Długoletniej i Wydajnej Służby dla Straży Więziennej Malty     | Long and Efficient Service Medal for Malta Prison Service             |
|                             | Medal Długoletniej i Wydajnej Służby dla Sił Policyjnych Malty       | Long and Efficient Service Medal for Malta Police Force               |